# なつぐも (護衛艦)
なつぐも（ローマ字：JDS Natsugumo, DD-117、TV-3510）は、海上自衛隊の護衛艦。みねぐも型護衛艦の2番艦。艦名は「夏空に浮かぶ雲」に由来し、日本の艦艇としては旧海軍朝潮型駆逐艦7番艦「夏雲」に続き2代目。

## 艦歴
「なつぐも」は、第2次防衛力整備計画に基づく昭和41年度計画2,100トン型護衛艦2205号艦として、浦賀重工業で1967年6月26日に起工され、1968年7月25日に進水、1969年4月25日に就役し、同日付で第1護衛隊群隷下に新編された第22護衛隊に「みねぐも」とともに編入され呉に配備された。以後、両艦は除籍されるまで30年間同一の隊を編成し、一度も総監部を転籍することなく呉を母港とする。
本艦は国産の72式射撃指揮装置1型Bが試験的に導入され装備された。
1978年3月31日午後9時30分頃、静岡県御前崎南方約120キロの遠州灘で訓練中、潜水艦「あさしお」と接触。「あさしお」の潜望鏡及び「なつぐも」の右スクリューが一部破損した。当時、この水域では「あさしお」を目標とした対潜攻撃訓練を実施中であり、「あさしお」が約16メートルの潜望鏡深度で「なつぐも」と接触した。
1981年12月15日から1982年6月15日の間で特別改装工事を行い後甲板のダッシュ装置が撤去され、アスロック発射機を装備。
1982年3月27日、第22護衛隊が第2護衛隊群隷下に編成替え。
1984年、遠洋練習航海に参加。
1986年3月19日、第22護衛隊が呉地方隊隷下に編成替え。
1995年8月1日、練習艦に種別変更され、艦籍番号がTV-3510に変更。練習艦隊第1練習隊に編入。
1999年3月18日、除籍。総航程は670,610.4浬であった。